# Etničke grupe Bolivije
Etničke grupe Bolivije, 9,694,000 stanovnika (UN Country Population; 2008)
- Afrobolivijci	110,000
- Angloamerikanci, U.S.	2,800
- Araona	100
- Aymara, južni	155,000
- Aymara	2,026,000
- Ayoreo, Moro	1,000
- Baure	700
- Bolivijski mestici	4,114,000
- Britanci 500
- Canichana	600
- Cavinena	2,000
- Cayuvava	1,000
- Chacobo	1,000
- Chimane	7,800
- Chipaya	2,100
- Chiquito	165,000
- Ese Ejja, Huarayo	1,500
- Grci	3,200
- Guarani, istočnobolivijski	105,000
- Guarani, zapadni	7,600
- Guarayu, Guarayo	8,400
- Ignaciano, Moxo	18,000
- Itonama	5,900
- Japanci	19,000
- Kinezi, 	6,100
- Latinskoamerički brankosi (govore portugalski)	9,300
- Menoniti	30,000
- Mosetene
- Movima	7,600
- Nijemci	198,000
- Noctén Mataco, 	2,400
- Quechua, sjevernobolivijski	220,000
- Quechua, južnobolivijski	2,420,000
- Reyesano	4,800
- Sirionó	700
- Tacana	5,900
- Tapiete	90
- Toba Qom	200
- Trinitario	6,600
- Uru
- Yaminahua, Acre	200
- Yuqui	200
- Yuracaré	3,900
- Židovi	400